# Ка Томба (Римини)
Ка Томба је насеље у Италији у округу Римини, региону Емилија-Ромања.
Према процени из 2011. у насељу је живело 31 становника. Насеље се налази на надморској висини од 23 м.